# Torazo
Torazo (en asturiano y, oficialmente desde 2005, Torazu) es una parroquia española que pertenece al concejo de Cabranes, en el Principado de Asturias. 
Tiene una extensión de 8,36 km² y una población de 247 vecinos (INE, 2011), que se reparten por los lugares de Castiellu, Cervera, La Cotariella, Miangues, La Parte, Peñella, La Rebollada y Torazo.

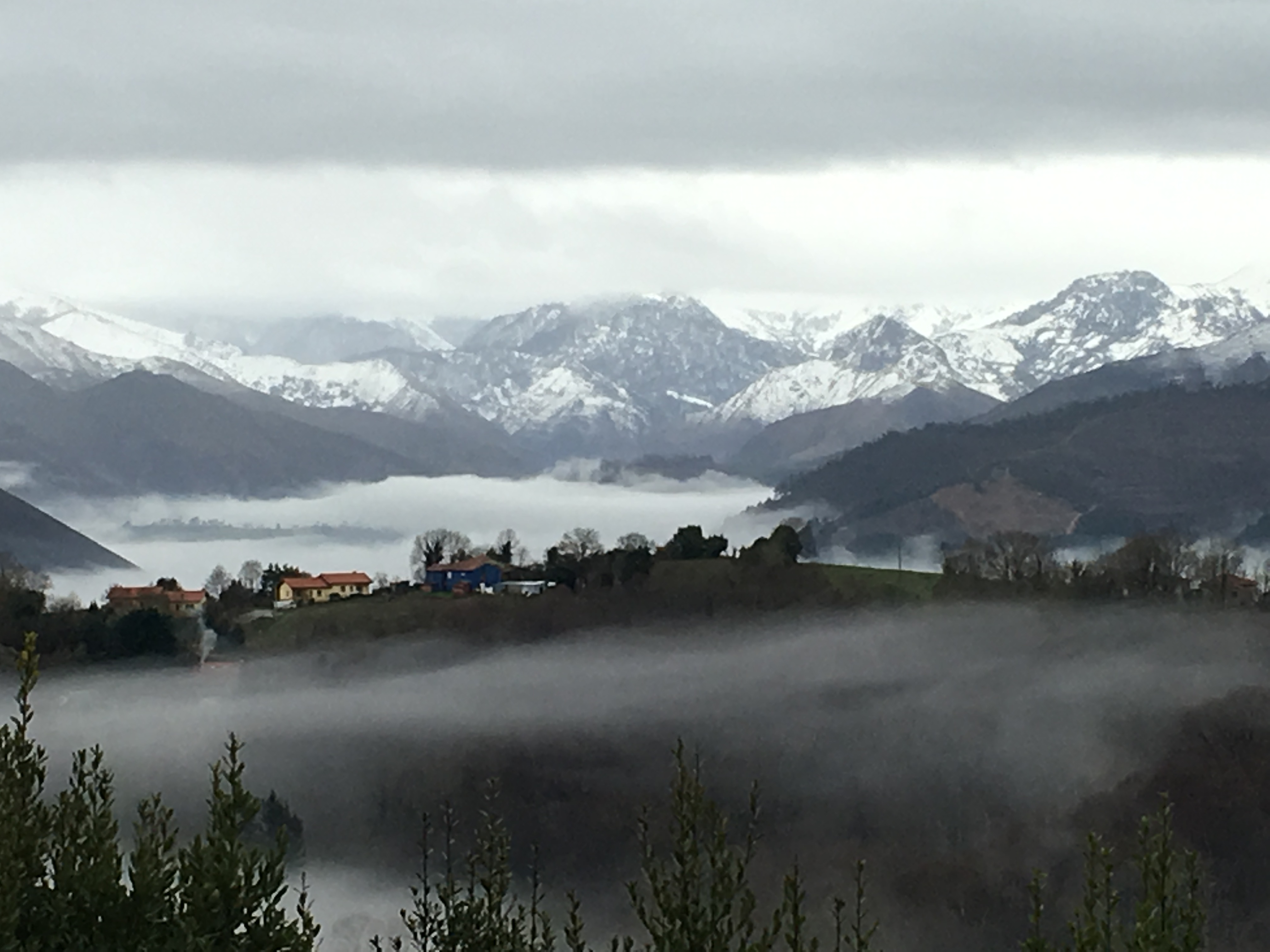
Vista de los Picos de Europa desde la Hostería de Torazo

Es característica su arquitectura rural tradicional con antiguos hórreos. También se conservan tradiciones como la hoguera de San Juan, el aguinaldo navideño, la boroña pascual (preñada y en forna) o la procesión de Ramos, considerada la mayor de Asturias, que desde el siglo XVIII es organizada cada último domingo de agosto por la Cofradía de la Virgen del Carmen.
Esta parroquia ha sido galardonada en 2008 con el Premio al Pueblo Ejemplar de Asturias, otorgado por la Fundación Príncipe de Asturias.
En enero de 2016 se incluyó en la asociación Los pueblos más bonitos de España.

## Enlaces
- Imágenes de Torazo

- Datos: Q987594
- Multimedia: Torazu, Cabranes / Q987594